# Los jardines de la Luna
Los jardines de la Luna (en inglés: Gardens of the Moon) es una novela de fantasía del autor canadiense Steven Erikson, siendo el primer volumen de la serie de Malaz: El libro de los caídos. Fue publicada por primera vez en 1999 y fue nominada para un Premio Mundial de Fantasía.
La novela detalla las diversas luchas por el poder en una región intercontinental dominada por el imperio de Malazan. Es notable por el uso de la magia y su estructura inusual en la trama. Los jardines de la Luna se centra en la campaña imperial para conquistar la ciudad de Darujhistan en el continente de Genabackis. 

## Trama

### Prólogo
La novela comienza en el año 96 del imperio Malazan, durante el último año del gobierno del emperador Kellanved. Un niño de 12 años llamado Ganoes Paran es testigo del saqueo del barrio de los ratones de la ciudad de Malaz. Paran quiere ser soldado cuando crezca, aunque el veterano soldado Whiskeyjack lo desaprueba. 

### Genabackis
Después de siete años, el emperador y su aliado, Danzante, han sido asesinados y suplantados por la jefa del cuerpo de asesinos. La emperatriz Laseen ahora gobierna con la ayuda de la "Garra", los asesinos imperiales. La historia comienza después de varios años de guerras del Imperio de Malazan para conquistar el continente de Genabackis. 
El 2º ejército de Malazan bajo el Puño Supremo Dujek ha estado asediando la ciudad de Pale, una de las dos únicas ciudades libres que quedan en el camino de los malazanes en Genabackis, durante varios años. Pale se mantiene firme gracias a una alianza con el poderoso Anomander Rake, señor de Engendro de Luna (una fortaleza flotante), líder de los Tiste Andii, una raza no humana. Pale finalmente cae cuando Rake repliega su fortaleza después de una feroz batalla. Incluso entonces, el imperio sufre graves pérdidas, incluida la destrucción casi total de una legendaria unidad de infantería en su segundo ejército, los Abrasapuentes. Varios personajes especulan que alguien superior en el imperio puede haber diseñado la eliminación de varias personas leales al difunto emperador. 
El imperio luego dirige su atención a Darujhistan, la restante ciudad libre. Un puñado de miembros sobrevivientes de los Abrasapuentes, liderados por Whiskeyjack, degradadado al rango de sargento después de la toma del poder de Laseen, son enviados para tratar de debilitar la ciudad desde dentro. Una vez allí, intentan infructuosamente ponerse en contacto con el gremio de asesinos, con la esperanza de pagarles para traicionar a su ciudad, pero Rake se ha adelantado y ha conducido al gremio a la clandestinidad. La consejera Lorn, segunda al mando de la emperatriz, es enviada a descubrir algo en las colinas al este de Darujhistan, en compañía de Tool, un T'lan Imass, una raza de muertos vivientes que dominó el mundo antes que los humanos. Mientras tanto, Velajada, una de los pocos magos que sobrevivió al asedio de Pale, y Paran, ahora capitán y comandante nominal de los Abrasapuentes, se dirigen hacia la ciudad para determinar la razón de la mayor participación de varios dioses y otras fuerzas mágicas en el campaña. 
Al mismo tiempo, un grupo de estafadores y figuras del inframundo dentro de la ciudad trabajan para oponerse a los miembros del gobierno civil que están considerando capitular ante el imperio; mientras Anomander Rake ofrece su alianza a los verdaderos gobernantes de Darujhistan, una camarilla secreta de magos. Las tramas chocan cuando la consejera Lorn libera a un tirano Jaghut, un ser antiguo enormemente poderoso, con el objetivo de dañar seriamente a Anomander Rake u obligarlo a retirarse de la ciudad. El tirano finalmente es encarcelado dentro de una Casa Azath después de una feroz batalla con los Tiste Andii de Rake, mientras que el mismo Rake derrota a un demonio que Lorn libera dentro de la ciudad. 
Una trama secundaria sustancial involucra a una joven recluta de los Abrasapuentes llamada Lástima, que de hecho esta poseída por Cotillion, también conocido como La Cuerda, una deidad y patrón de los asesinos. Cuando la deidad compañera de Cotillion, Tronosombrío, Rey de Sombra y Rake negocian la retirada de La Cuerda de continuar interfiriendo con los eventos de la guerra, Lástima se libera y se encuentra con Azafrán, un joven ladrón de la ciudad. Cuando termina la novela, Azafrán, un zapador de los Abrasapuentes llamado Violín, y el asesino de los Abrasapuentes Kalam se ofrecen como voluntarios para llevar a Lástima (ahora llamada Apsalar) de regreso a su tierra natal de Itko Kan (su historia continúa en Las puertas de la Casa de la Muerte).
Mientras tanto, Dujek y Whiskeyjack guían al 2º ejército a una rebelión en contra el gobierno cada vez más tiránico de Laseen. Dujek ahora busca una alianza con Rake y otros enemigos de Malazan en el continente contra la guerra santa convocada por el Vidente Painita, cuyo imperio avanza desde el sureste de Genabackis. En otras partes, se confirma que el continente de las Siete Ciudades ha comenzado un levantamiento masivo contra el imperio. Estos y otros acontecimientos de la trama continúan en la tercera novela, Memorias del hielo.

## Recepción de la crítica
La novela recibió críticas mixtas y positivas de los críticos. SFSite dijo que Erikson había creado "un mundo de fantasía tan rico y detallado como cualquiera pueda encontrar" al llamar a la novela fascinante y difícil de dejar de lado. Pero a su vez señaló que la complejidad también podría considerarse el mayor defecto del libro. Bill Capossere de Tor, dijo que, aunque la novela no carece de defectos, es una lectura cautivadora y estimulante que desafía las ideas preconcebidas de la fantasía y desafía sus ideas de fantasía al confrontarlas con la realidad.
The Guardian describió la construcción del mundo de Erikson como sorprendente y también elogió el desarrollo de los personajes, afirmando que "sus personajes ... se sienten realistas, y sus personalidades realmente cambian y se adaptan a través de la historia". También elogió la trama profunda y compleja de la novela. En contraste, sin embargo, criticó la estructura de la trama, aunque señaló que el final culminante se hizo con esmero. Otro crítico ha elogiado a Erikson por dar nueva vida al género de fantasía con sus nuevas ideas y creaciones, llamando a la novela "un trabajo de gran habilidad y belleza". Salon describe a Erikson como un "maestro de épocas perdidas y olvidadas, un tejedor de epopeyas antiguas" mientras alaba su caracterización y construcción realista del mundo.
Después del éxito comercial de la novela, Transworld firmó un acuerdo de publicación por valor de 675,000 libras esterlinas para las próximas nueve novelas de la serie de Erikson.